# Финска граматика
Тази статия се занимава с граматиката на финския език. Той е уралски език и типологично е между флективен и аглутинативен език. За начините, по които разговорният език се различава от книжовния, вижте Разговорен фински език.

## Местоимения

### Лични местоимения
Личните местоимения се използват само за човешки същества. В таблицата по-долу личните местоимения са в именителен падеж.
| Лични местоимения | Лични местоимения |
| Фински            | Български         |
| Ед. ч.            | Ед. ч.            |
| ----------------- | ----------------- |
| minä              | аз                |
| sinä              | ти                |
| hän               | той или тя        |
| Мн. ч             |                   |
| me                | ние               |
| te                | вие               |
| he                | те                |
| Учтива форма      |                   |
| Te                | Вие               |

Както унгарският и останалите угро-фински езици, а също и тюркските езици, финският език не прави разлика по род дори при местоименията от трето лице ед. ч.
Тъй като финските глаголи се отменят по лице и число, личните местоимения не са задължително, а местоименията за първо и второ лице обикновено се изпускат в стандартния фински, освен ако не се използват за емфаза. В разговорния фински всички местоимения се използват. В трето лице местоимението винаги е наложително: hän menee = той отива, he menevät = те отиват. Това важи както за книжовния, така и за разговорния език.
В разговорния фински местоименията se и ne са много често използвани като трето лице в единствено и множествено число респективно. Употребата на hän и he е най-вече сведена на книжовния език. Minä и sinä обикновено са заместени с разговорни форми (най-честите варианти са mä и sä, в някои диалекти mää и sää, mnää и snää или mie и sie). Me, te и he са достатъчно кратки, за да имат разговорни форми и техните варианти се смятат за диалектни. Някои често използвани глаголи като olla (съм) and tulla (идвам) също имат по-кратки разговорни форми:
| Лични местоимения   | Лични местоимения |
| Книжовен език       | Разговорен език   |
| Ед. ч.              | Ед. ч.            |
| ------------------- | ----------------- |
| (minä) olen/tulen   | mä oon/tuun       |
| (sinä) olet/tulet   | sä oot/tuut       |
| hän/se on/tulee     | se on/tulee       |
| Мн. ч.              |                   |
| (me) olemme/tulemme | me ollaan/tullaan |
| (te) olette/tulette | te ootte/tuutte   |
| he/ne ovat/tulevat  | ne on/tulee       |
| Учтива форма        |                   |
| Te olette/tulette   | Te ootte/tuutte   |

### Показателни местоимения
Показателните местоимения се използват за нечовешки одушевени същества и неодушевени предмети. В разговорния фински обаче, se и ne често се използват и за хора.
| Показателни местоимения | Показателни местоимения |
| Фински                  | Български               |
| Ед. ч.                  | Ед. ч.                  |
| ----------------------- | ----------------------- |
| tämä                    | това                    |
| tuo                     | онова                   |
| se                      | то/онова                |
| Мн. ч.                  |                         |
| nämä                    | тези                    |
| nuo                     | онези                   |
| ne                      | те/онези                |

### Въпросителни местоимения
| Въпросителни местоимения | Въпросителни местоимения                         |
| Фински                   | Български                                        |
| ------------------------ | ------------------------------------------------ |
| kuka                     | кой, кое (от група)                              |
| mikä                     | какво, кое (от група)                            |
| ken                      | кой, кое (от група) – (стара или диалектна дума) |
| kumpi                    | кое (от двете)                                   |
| kumpainen                | кое (от двете) – (стара или диалектна дума)      |

Ken е вече архаична дума, но нейните склонени форми се използват вместо тези на kuka – ketä вместо kuta (кого?). Ketä rakastat? = Кого обичаш?

### Относителни местоимения
| Относителни местоимения                                                                                          | Относителни местоимения         | Относителни местоимения                           |
| Местоимение | Пример                          | Български                                         |
| --- | ------------------------------- | ------------------------------------------------- |
| joka (отнася се до предходната дума)                                                                             | Hän on ainoa, jonka muistan     | Тя/той е единствената/единственият, когото помня. |
| mikä (отнася се до предходното просто изречение/ sentence или до местоимение или супрелатив, отнасящ се до нещо) | Se on ainoa asia, minkä muistan | Това е единственото нещо, което помня.            |

### Реципрочни местоимения
| Реципрочни местоимения | Реципрочни местоимения        | Реципрочни местоимения   |
| Местоимение            | Пример                        | Английски                |
| ---------------------- | ----------------------------- | ------------------------ |
| toinen                 | He rakastavat toisiaan        | Те се обичат (взаимно)   |
| toinen                 | He rakastavat toinen toistaan | Те се обичат (един друг) |

### Възвратни местоимения
| Възвратни местоимения | Възвратни местоимения                        | Възвратни местоимения   | Възвратни местоимения               |
| Местоимение           | Наставка                                     | Пример                  | Български                           |
| --------------------- | -------------------------------------------- | ----------------------- | ----------------------------------- |
| itse                  | заедно със съответната притежателна наставка | Keitin itselleni teetä. | Направих си (на себе си) малко чай. |

### Неопределителни местоимения
| Неопределителни местоимения | Неопределителни местоимения       |
| Фински                      | Български                         |
| --------------------------- | --------------------------------- |
| joka (несклонено)           | всеки                             |
| jokainen                    | всеки, всички                     |
| joku                        | някой (човек)                     |
| jompikumpi                  | който и да е                      |
| jokin                       | някой, нещо (животни, предмети)   |
| kukin                       | всеки един                        |
| kumpainenkin                | и двата (стара/диалектна)         |
| kumpikin                    | и двата                           |
| mikin                       | всяко нещо (диалектна)            |
| kenkään                     | някой (стара/поетична)            |
| kukaan (ном.), kene+..+kään | някой                             |
| → ei kukaan                 | никой                             |
| kumpikaan                   | някой                             |
| → ei kumpikaan              | нито един                         |
| mikään                      | каквото и да е → ei mikään = нищо |

## Форми на съществителните имена
Финският език не прави разлика между род при съществителните имена. Липсват неопределителен и определителен член.

### Падежи
Финският език има петнадесет падежа за съществителните имена: четири граматични падежа, шест локативни, два есивни (три в някои източни диалекти) и маргинални падежа. Думата в местния падеж изменя глагола, а не съществителното име.
| Фински падежи             | Фински падежи  | Фински падежи     | Фински падежи | Фински падежи          |
| Падеж                     | Наставка       | Български предлог | Пример        | Превод                 |
| Граматични                | Граматични     | Граматични        | Граматични    | Граматични             |
| ------------------------- | -------------- | ----------------- | ------------- | ---------------------- |
| именителен (nominatiivi)  | –              | –                 | talo          | къща                   |
| родителният (genetiivi)   | -n             | на                | talon         | на къщата              |
| винителен (akkusatiivi)   | -, -t or -n    | –                 | talo / talon  | къща                   |
| партитив (partitiivi)     | -(t)a          | –                 | taloa         | къща (като допълнение) |
| Локатив (вътрешен)        |                |                   |               |                        |
| инесив (inessiivi)        | -ssa           | in                | talossa       | в къщата               |
| елатив (elatiivi)         | -sta           | от (вътре)        | talosta       | от къщата              |
| илатив (illatiivi)        | -an, -en, etc. | в/към             | taloon        | в/към къщата (навътре) |
| Локатив (външен)          |                |                   |               |                        |
| адесив (adessiivi)        | -lla           | в, на             | talolla       | в къщата               |
| ablative (ablatiivi)      | -lta           | from              | talolta       | from (a) house         |
| алатив                    | -lle           | към               | talolle       | към къщата             |
| Есив                      |                |                   |               |                        |
| есив (essiivi)            | -na            | като              | talona        | като къща              |
| транслатив (translatiivi) | -ksi           | към (за роля)     | taloksi       | към (бъдене) на къща   |
| Маргинални                |                |                   |               |                        |
| инструктив (instruktiivi) | -n             | с (помощта на)    | taloin        | с къщите               |
| абесив (abessiivi)        | -tta           | без               | talotta       | без къща               |
| комитатив (komitatiivi)   | -ne-           | заедно (със)      | taloineen     | с къщата               |

Съществително име в комитативния падеж винаги е следвано от притежателна наставка, но не и определителните имена: Mies ylellisine taloineen = Човек със своите луксозни къщи. Също така, само винителният падеж на местоименията е различен от именителния и/или родителния: minut, винителен падеж на minä.

### Множествено число
Има три разновидности на множественото число във финския език:

#### Именително множествено число
Именителното множествено число е определителното, делимо число. Наставката е -t и може да се появи само в крайната позиция т.е. не се използва, когато има притежателна наставка.
| Именително множествено число | Именително множествено число |
| Фински                       | Английски                    |
| ---------------------------- | ---------------------------- |
| Koirat olivat huoneessa      | Кучетата бяха в стаята       |
| Huoneet olivat suuria        | Стаите бяха големи           |

#### Следвани от числителни
Следвани от числа по-големи от едно в единствено число, именителен падеж съществителното е в единствено число, партитивен падеж.
| Следвани от числителни               | Следвани от числителни        |
| Фински                               | Български                     |
| ------------------------------------ | ----------------------------- |
| Huoneessa oli kaksi koiraa           | Имаше две кучета в стаята     |
| Talossa oli kolme huonetta           | Къщата имаше три стаи         |
| Ostin tietokoneen tuhannella eurolla | Купих компютър за сто евро    |
| Tarvitsen kahdet kengät              | Нуждая се от три чифта обувки |

#### Склонено множествено число
Използва се коренът на партитивното множествено число, склонено със същите окончания, както за единствено число при съществителните. Наставката -i- се добавя, само пред друга наставка.
| Склонено множествено число | Склонено множествено число |
| Фински                     | Български                  |
| -------------------------- | -------------------------- |
| huone -> huoneita          | (някои) стаи               |
| -> huoneissa               | в стаи                     |

#### Склонение на местоимения
| Склонение на местоимения | Склонение на местоимения | Склонение на местоимения     | Склонение на местоимения                                      |
| Фински                   | Падеж                    | Пример                       | Български                                                     |
| ------------------------ | ------------------------ | ---------------------------- | ------------------------------------------------------------- |
| minä                     | номинатив                |                              | аз                                                            |
| 'minun'                  | генитив                  |                              | мой                                                           |
| 'minun'                  | генитив                  | Tämä talo on minun '         | Тази къща е моя                                               |
| 'minun'                  | генитив                  | Tämä on minun taloni '       | Това е моята къща                                             |
| minut                    | акузатив                 | Hän tuntee minut             | Тя ме познава                                                 |
| minua                    | партитив                 | Hän rakastaa minua           | Тя ме обича                                                   |
| minussa                  | инесив                   | Тämä herättää minussa vihaa  | Това събужда гняв в мен                                       |
| minusta                  | елатив                   | Hän puhui minusta            | Тя говореше за мен. Също се използва като според мен.         |
| minuun                   | илатив                   | Hän uskoi minuun             | Тя вярваше в мен                                              |
| minulla                  | адесив                   | Мinulla on rahaa             | Имам малко пари                                               |
| minulta                  | аблатив                  | Нän otti minulta rahaa       | Тя взе малко пари от мен                                      |
| minulle                  | алатив                   | Аnna minulle rahaa           | Дай ми малко пари                                             |
| sinuna                   | essive                   | Sinuna en tekisi sitä        | Ако бях на твое място, нямаше да го направя. (букв. като теб) |
| minuksi                  | translative              | Нäntä luullaan usein minuksi | Често е бъркана за мен.                                       |

### Видове основи за съществителни/прилагателни имена
Основата на думата е частта, за която се закрепят окончанията за склонение. За повечето видове съществителни и прилагателни именителният падеж е идентичен с основата (номинативът е немаркиран).

#### Гласна основа
Дума с гласна основа е дума, която завършва на гласна буква в именителния падеж и остава крайна гласна във всички форми. Гласната основа обаче може да се промени в някои склонени форми:
| Български    | Гласна основа | Ед. ч. | Ед. ч. (род.) | Ед. ч. (парт.) | Мн. ч. | Мн. ч. (род.) | Мн. ч. (парт.) | Забележки                                                                            |
| ------------ | ------------- | ------ | ------------- | -------------- | ------ | ------------- | -------------- | ------------------------------------------------------------------------------------ |
| риба         | -a            | kala   | kalan         | kalaa          | kalat  | kalojen       | kaloja         | a + i става oj след a, e или i                                                       |
| ъгъл         | -a            | kulma  | kulman        | kulmaa         | kulmat | kulmien       | kulmia         | a + i става i след o или u                                                           |
| лято         |               |        |               |                |        |               |                |                                                                                      |
| kesä         | kesän         | kesää  | kesät         | kesien         | kesiä  | ä + i става i |                |                                                                                      |
| име          | -e            | nimi   | nimen         | nimeä          | nimet  | nimien        | nimiä          | e става i в края на думата; е + i става i                                            |
| зала         | -i            | halli  | hallin        | hallia         | hallit | hallien       | halleja        | i + i става ej                                                                       |
| светлина     | -o            | valo   | valon         | valoa          | valot  | valojen       | valoja         | основа с устнена гласна -o, -u, -y и -ö не се променя; мн. ч. i става j между гласни |
| плюшено мече | -e            | nalle  | nallen        | nallea         | nallet | nallejen      | nalleja        | непроменливи е-основи могат да се намерят в неологизми                               |
| земя         | -aa           | maa    | maan          | maata          | maat   | maiden        | maita          | дълга гласна бива скъсена преди мн. ч. -i-                                           |
| път          | -ie           | tie    | tien          | tietä          | tiet   | teiden        | teitä          |                                                                                      |

#### Съгласна основа
Дума със съгласна основа е дума, в която падежните наставки могат, в някои случаи, да бъдат директно прикрепени след последната съгласна за поне някои форми. Думи със съгласна основа биват три вида.
Първият вид съгласна основа приличат на е-основите, но позволяват елизия на основната гласна в ед. ч. партитив и, за някои думи, мн. ч. генитив. Крайната съгласна в думите от този вида трябва да е една от: h, l, m, n, r, s, t.
| коза   |        |        |        |                  |        |               |
| vuohi  | vuohen | vuohta | vuohet | vuohien          | vuohia |               |
| вятър  |        |        |        |                  |        |               |
| tuuli  | tuulen | tuulta | tuulet | tuulien, tuulten | tuulia |               |
| бульон |        |        |        |                  |        |               |
| liemi  | liemen | lientä | liemet | liemien, lienten | liemiä | m → n преди t |
| звук   |        |        |        |                  |        |               |
| ääni   | äänen  | ääntä  | äänet  | äänien, äänten   | ääniä  |               |
| лък    |        |        |        |                  |        |               |
| jousi  | jousen | jousta | jouset | jousien, jousten | jousia |               |

Думи от този тип могат да имат малко по-нередовно склонение поради допълнителни исторически промени:
| дете   |         |        |         |                 |         |                                                          |
| lapsi  | lapsen  | lasta  | lapset  | lapsien, lasten | lapsia  | Първата съгласна в съвкупност от три изпада: Cs + t → st |
| нож    |         |        |         |                 |         | Първата съгласна в съвкупност от три изпада: Cs + t → st |
| veitsi | veitsen | veistä | veitset | veitsien        | veitsiä |                                                          |
| ръка   |         |        |         |                 |         |                                                          |
| käsi   | käden   | kättä  | kädet   | käsien, kätten  | käsiä   | ti става si                                              |
| нокът  |         |        |         |                 |         | ti става si                                              |
| kynsi  | kynnen  | kynttä | kynnet  | kynsien         | kynsiä  |                                                          |
| две    |         |        |         |                 |         |                                                          |
| kaksi  | kahden  | kahta  | kahdet  | kaksien         | kaksia  | В допъление към предните промени, kt и ktt стават hd/hd  |

Друг вид думи със съгласни основи завършват на съгласна дори в именителен падеж; ако основна гласна е нужна за фонотактични причини е отново се появява. Съвременният фински позволява само зъбни и венечни съгласни (l, n, r, s, t) да се появяват като крайни.

#### Съществителни, завършващи на -s
Вокализация или лениция се среща наред с някои вероятни консонантна градация, например kuningas (номинатив) ~ kuninkaan (генитив) или mies ~ miehen. Илативите се маркират по следния начин: kuninkaaseen, mieheen.

#### -nen съществителни
Това е много голям клас думи, който включва общи съществителни имена (например nainen = жена), много собствени имена и много общи прилагателни. Добавянето на -nen към съществителното е много продуктивен механизъм за създаване на прилагателни (muovi = найлон -> muovinen = найлонов/пластмасов). Използва се също и за изграждането на умалителни имена.
Формата има същите правила като тези, завършващи на -s с изключение на именителния падеж, където е -nen. По този начин основата за тези думи премахва -nen и добавя -s(e), след което се добавя окончанието за склонение:
| Фински               | Български                 |
| -------------------- | ------------------------- |
| muovisessa pussissa  | в найлоновата торба       |
| kaksi muovista lelua | две пластмасови играчки   |
| muoviseen laatikkoon | към/в пластмасовата кутия |

Някои умалителни съществителни:
| Фински    | Основна форма | Български       |
| --------- | ------------- | --------------- |
| kätönen   | käsi          | ръчичка         |
| lintunen  | lintu         | птичка          |
| veikkonen | veikko        | момченце        |
| kirjanen  | kirja         | книжка          |
| kukkanen  | kukka         | цветче/цветенце |
| lapsonen  | lapsi         | детенце         |

#### -е съществителни
| -е съществителни | -е съществителни        | -е съществителни              |
| Падеж            | huone (стая)            | laite (устройство)            |
| ---------------- | ----------------------- | ----------------------------- |
| Ед. ч. (парт.)   | kaksi huonetta две стаи | kaksi laitetta две устройства |
| Мн. ч. (ном.)    | huoneet стаи            | laitteet устройства           |
| Ед. ч. (инесив)  | huoneessa в стаята      | laitteessa в устройството     |
| Ед. ч. (илатив)  | huoneeseen към стаята   | laitteeseen към устройството  |